# Viggo Andresen
Viggo Valdemar Julius Andresen (Kopenhagen, 31 mei 1870 – Kopenhagen, 8 oktober 1950) was een Deens professor in de orthodontie in Oslo. 
Hij wordt beschouwd als de uitvinder van de activator. In 1908 is deze beugel voor het eerst door hem toegepast. Andresen gebruikte de activator om de ontwikkeling van de onderkaak en het ondergebit bij groeiende kinderen orthodontisch naar voren te stimuleren. 